# Greendale (Indiana)
Greendale – miasto w Stanach Zjednoczonych, w stanie Indiana, w hrabstwie Dearborn.